# О положении страны

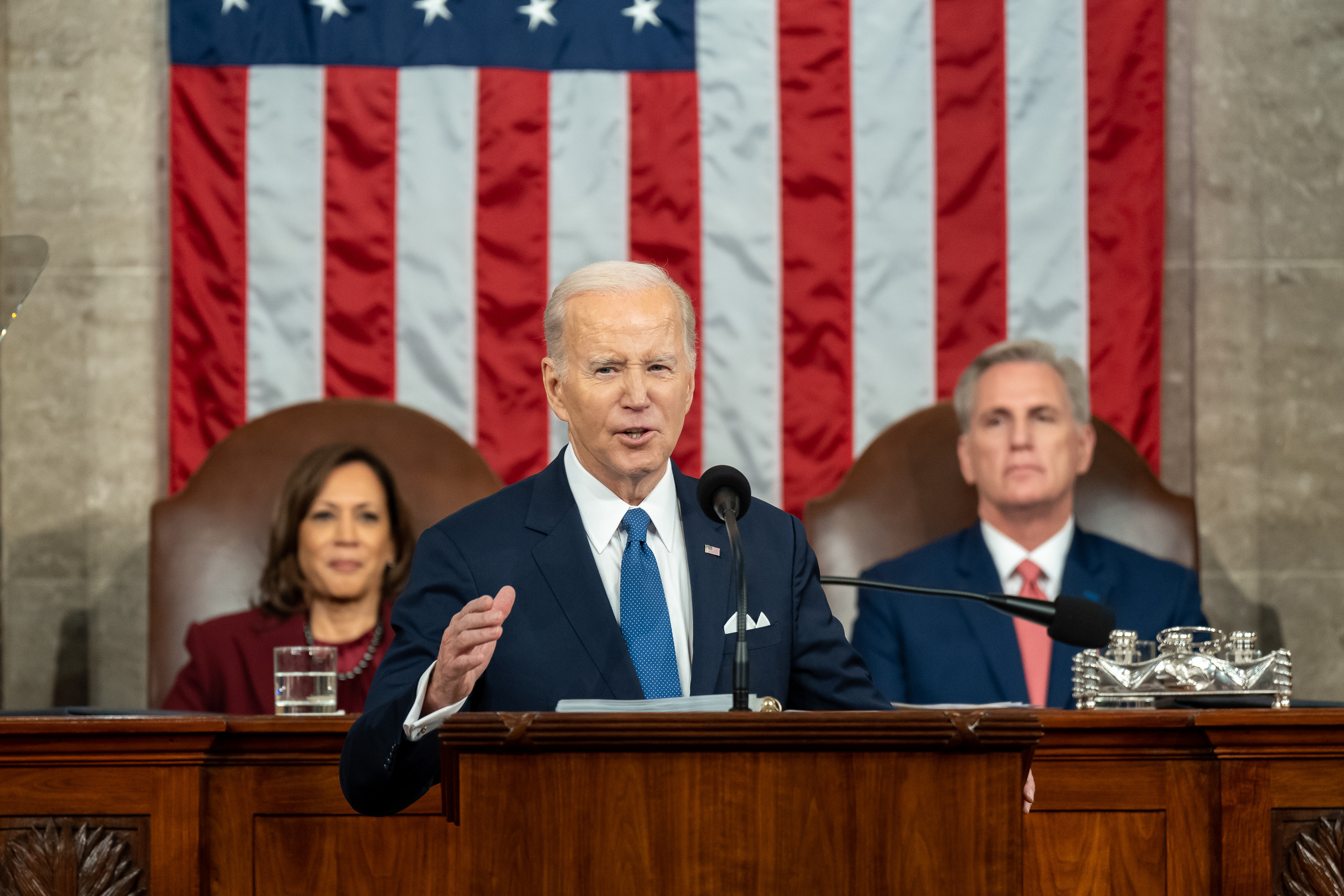
Президент США Джозеф Байден выступает на событии «О положении страны» в январе 2023 года. Позади него — вице-президент Камала Харрис и спикер Палаты представителей Кевин Маккарти.

Обращение «О положении страны» (англ. State of the Union address, букв. Послание о состоянии Союза) — ежегодное послание президента Соединённых Штатов Америки Конгрессу, в котором он излагает свою оценку ситуации в стране и описывает предстоящие законодательные инициативы. Как правило, с речью к Конгрессу президент обращается в январе. Исключения составляют годы вступления новоизбранного президента в должность (в таких случаях глава государства выступает со своим первым обращением в феврале). Прообразом для обращения президента послужила тронная речь, зачитываемая ежегодно Сувереном во время церемонии официального открытия новой сессии парламента Великобритании.
Согласно сложившейся традиции, президент выступает со своим обращением ежегодно. При этом Конституция США не устанавливает чётких сроков подобных обращений. Статья II, Раздел 3 Конституции США гласит: «Президент периодически даёт Конгрессу информацию о положении Союза и рекомендует к его рассмотрению такие меры, которые он сочтёт необходимыми и целесообразными».

## История
Традиция ежегодных посланий президента родилась в 1790 году, когда Джордж Вашингтон выступил с подобным обращением к Конгрессу в Нью-Йорке. Однако в 1801 году Томас Джефферсон, считавший, что подобные монархические обычаи не подходят новой демократической республике, направил своё обращение к Конгрессу в письменной форме, после чего подобная практика действовала более века. Обычай был возрождён в 1913 году во время президентства Вудро Вильсона. Однако некоторые президенты второй половины XX века отступали от традиции и использовали письменные обращения. Последним из них был Джимми Картер.
Ныне действующее название послания было введено в обиход в 1935 году Франклином Рузвельтом. Вплоть до этого времени оно именовалось «Ежегодное обращение президента к Конгрессу». В период до 1934 года президент выступал с обращением в декабре, однако после принятия двадцатой поправки к Конституции, перенёсшей начало работы Конгресса с марта на январь, ежегодные послания стали проводиться в январе или феврале. Сегодня обращение, как правило, проходит в последний вторник января, однако, ввиду отсутствия чёткой регламентации подобных дат, бывают и исключения из правил. Так послание 2008 года состоялось в последний январский понедельник.
Обращение Калвина Кулиджа в 1923 году стало первым ежегодным посланием, транслируемым по радио. Впервые показанной по телевизору стала речь, произнесённая в 1947 году Гарри Трумэном. В 1965 году Линдон Джонсон перенёс начало ежегодных посланий на вечернее время с целью привлечения большей аудитории. Единственным президентом, отсрочившим своё обращение, стал Рональд Рейган. Изначально он намеревался выступить перед Конгрессом 28 января 1986 года, однако узнав о произошедшей катастрофе шаттла Челленджер, он отложил своё послание на неделю. Первым обращением, трансляция которого велась в сети Интернет, стало послание президента Билла Клинтона 1997 года.

## Церемония

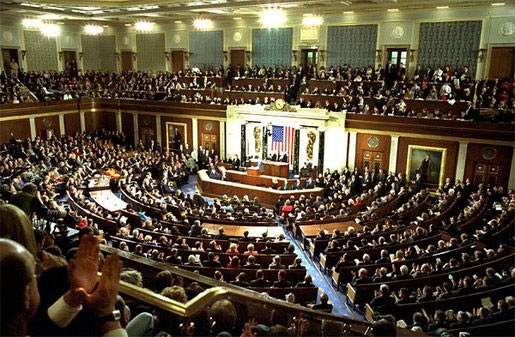
Выступление Джорджа Буша с ежегодным обращением к Конгрессу, 2003 год

После объявления его имени президент под общие овации входит в зал, где собрались члены Конгресса. В передних рядах зала располагаются судьи Верховного суда, члены Объединённого комитета начальников штабов, а также члены Кабинета президента. При этом один из членов администрации президента всегда отсутствует в зале, чтобы, в случае возникновения чрезвычайных ситуаций, взять правление страной в свои руки. По этой же причине после терактов 11 сентября 2001 года в зале отсутствуют несколько парламентариев.
После приветствия участников, президент передаёт бумажные копии послания вице-президенту, который на данный момент выступает в роли председателя Сената, и спикеру Палаты представителей. На всём протяжении церемонии они занимают места позади главы государства.
После этого президент начинает своё выступление. Традиционно он излагает достижения администрации в предыдущем году, а также оглашает планы на предстоящий год. Выступление длится, как правило, чуть более часа. Его сопровождают частые аплодисменты, которые нередко носят политическую окраску, в случаях когда глава государства удостаивается оваций только со стороны представителей собственной партии.

## Реакция оппозиции
Начиная с 1966 года, в ответ на речь президента с собственными обращениями начали выступать представители оппозиции. Их речь обычно транслировалась из отдельной студии без зрителей. В 2008 году с подобным посланием выступила представитель демократической партии, губернатор штата Канзас Кэтлин Сибелиус.

## Основная информация
| Дата послания   | Президент            | Видеопослание | Продолжительность послания | Количество сказанных слов | Основные темы послания | Зрители, млн |
| --------------- | -------------------- | ------------- | -------------------------- | ------------------------- | --- | ------------ |
| 25 января 1994  | Билл Клинтон         |               | 1 час 3 минуты             | 7432                      | Дефицит федерального бюджета, налоги, расходы на оборону, преступность, иностранные дела, образование, экономику, свободная торговля, роль правительства, реформа финансирования избирательных кампаний, реформа социального обеспечения и план в области здравоохранения | 45,8         |
| 24 января 1995  | Билл Клинтон         |               | 1 час 24 минуты            | 9190                      | Снижение налогов, преступность, закон Брэйди и запрет на штурмовое оружие, нелегальная иммиграция и минимальная заработная плата, помощь Мексике в экономическом кризисе, ядерная программа КНДР, установление мира между Израилем и арабскими государствами | 42,2         |
| 23 января 1996  | Билл Клинтон         |               | 1 час 6 минут              | 6317                      | Реформа социального обеспечения, образование, охрана общественного порядка, преступность, окружающая среда, международные отношения и федеральный бюджет | 40,9         |
| 4 февраля 1997  | Билл Клинтон         |               | 1 час 4 минуты             | 6774                      | Окружающая среда, МКС, благосостояние, преступность и отношения НАТО с Китаем | 41,1         |
| 27 января 1998  | Билл Клинтон         |               | 1 час 16 минут             | 7303                      | Федеральный бюджет, налоги, дефицит бюджета, образование, международные отношения, финансирование науки, развитие космических путешествий и Интернета | 53,1         |
| 19 января 1999  | Билл Клинтон         |               | 1 час 18 минут             | 7514                      | Экономика, федеральный бюджет, будущее социального обеспечения, международные отношения, проблема 2000 года | 43,5         |
| 27 января 2000  | Билл Клинтон         |               | 1 час 28 минут             | 7452                      | | 31,5         |
| 29 января 2002  | Джордж Буш — младший |               | 0 часов 59 минут           | 3878                      | Теракты 11 сентября, борьба с терроризмом, укрепление экономики после рецессии, иностранные дела | 51,8         |
| 28 января 2003  | Джордж Буш — младший |               | 0 часов 59 минут           | 5413                      | Оправдания вторжения в Ирак, война с терроризмом, «ось зла», борьба со СПИДом в Африке | 62,1         |
| 20 января 2004  | Джордж Буш — младший |               | 0 часов 53 минуты          | 5229                      | Война с терроризмом, конфликт на Ближнем Востоке, экономика, образование, налоги, энергия, иммиграция, здравоохранение | 43,4         |
| 2 февраля 2005  | Джордж Буш — младший |               | 0 часов 53 минуты          | 5096                      | Рецессия, демократические выборы в других странах, снижение налогов, свободная торговля | 39,4         |
| 31 января 2006  | Джордж Буш — младший |               | 0 часов 51 минута          | 5323                      | Дефицит бюджета, реформа здравоохранения, война с терроризмом, ядерная программа Ирана, рост цен на бензин и переход на независимые источники альтернативной энергии, нелегальная иммиграция, ураган Катрина и реакция федерального правительства на стихийные бедствия, вспышка птичьего гриппа (H5N1) , скандал с Абрамоффом и коррупция в правительстве, полемика о шпионаже в АНБ, успешное назначение судьей Верховного суда Сэмюэля Алито и предложенный администрацией запрет на однополые браки | 43,2         |
| 24 января 2007  | Джордж Буш — младший |               | 0 часов 49 минут           | 5590                      | Федеральный бюджет, налоги, война в Ираке, борьба с терроризмом, экономика | 45,5         |
| 28 января 2008  | Джордж Буш — младший |               | 0 часов 52 минуты          | 5760                      | Экономика, бюджет, жильё, национальная безопасность, война в Ираке, война с терроризмом, поддержка ветеранов, образование, здравоохранение | 37,5         |
| 24 февраля 2009 | Барак Обама          |               | 0 часов 51 минута          | 5902                      | Американский акт восстановления и реинвестирования, экономика, будущее страны | 52,4         |
| 27 января 2010  | Барак Обама          |               | 1 час 9 минут              | 7304                      | Создание рабочих мест, сокращение федерального дефицита, экологически чистая энергия, отмена политики «Не спрашивай, не говори», иммиграционная реформа, реформа здравоохранения | 48,0         |
| 25 января 2011  | Барак Обама          |               | 1 час 1 минута             | 6878                      | Здравоохранение, отмена налоговой политики Буша, транспорт, иностранные дела | 42,8         |
| 24 января 2012  | Барак Обама          |               | 1 час 4 минуты             | 7059                      | Реформа образования, инфраструктура, новые источники энергии, неравенство доходов, вывод войск из Ирака | 37,8         |
| 12 февраля 2013 | Барак Обама          |               | 0 часов 59 минут           | 6775                      | Сокращение долга и дефицита, инфраструктура, контроль за оружием, иммиграция, дошкольное образование, минимальная заработная плата | 33,5         |
| 28 января 2014  | Барак Обама          |               | 1 час 5 минут              | 6989                      | Улучшение медицинского обслуживания, иммиграционная реформа, национальная безопасность | 33,3         |
| 20 января 2015  | Барак Обама          |               | 0 часов 59 минут           | 6718                      | Экономика, американская исключительность, борьба с терроризмом, налоги, защита прав человека | 31,7         |
| 12 января 2016  | Барак Обама          |               | 0 часов 58 минут           | 6044                      | Иммиграционная система, защита детей от насилия с применением огнестрельного оружия, равная оплата труда, изменение климата, эпидемия ВИЧ/СПИД и малярии | 31,3         |
| 28 февраля 2017 | Дональд Трамп        |               | 1 час 0 минут              | 5006                      | Федеральный бюджет, иммиграция, преступность, трубопроводы Keystone XL и Dakota Access, благосостояние, занятость | 33,9         |
| 30 января 2018  | Дональд Трамп        |               | 1 час 20 минут             | 5839                      | Экономика, инфраструктура, сокращение налогов, торговля, национальная безопасность, иммиграция, ядерный арсенал, здравоохранение | 45,6         |
| 5 февраля 2019  | Дональд Трамп        |               | 1 час 22 минуты            | 5540                      | Двухпартийность, экономика, рабочие места, безработица, налоговая реформа, производство энергии, пограничная стена с Мексикой, здравоохранение, иностранные дела | 46,8         |
| 4 февраля 2020  | Дональд Трамп        |               | 1 час 18 минут             | 6217                      | Национальная безопасность, экономика, здравоохранение, внешняя политика, вспышка коронавируса | 37,2         |
| 28 апреля 2021  | Джо Байден           |               | 1 час 5 минут              | 8003                      | Создание рабочих мест, дошкольное образование, изменение климата, пандемия COVID-19, инфраструктура, вывод войск из Афганистана, правосудие и полиция | 26,9         |
| 1 марта 2022    | Джо Байден           |               | 1 час 1 минута             | 7705                      | Вторжение России на Украину, финансирование полиции, основные политические достижения и цели в борьбе с пандемией COVID-19, экономикой и социальными проблемами | 38,2         |
| 7 февраля 2023  | Джо Байден           |               | 1 час 13 минут             | 9216                      | Безработица, антимонопольные законы, инфляция, инфраструктура, насилие с огнестрельным оружием, война на Украине, кризис потолка госдолга | 27,3         |